# Парфили
Парфи́ли — село в Україні, у Лебединській міській громаді Сумського району Сумської області. Населення становить 12 осіб. До 2020 орган місцевого самоврядування — Михайлівська сільська рада.

## Географія
Село Парфили знаходиться за 3 км від лівого берега річки Грунь. На відстані 1 км розташовані села Майдаки і Шумили. Поруч проходить автомобільна дорога Т 1918.

## Історія
12 червня 2020 року, відповідно до Розпорядження Кабінету Міністрів України № 723-р «Про визначення адміністративних центрів та затвердження територій територіальних громад Сумської області» увійшло до складу Лебединської міської громади.
19 липня 2020 року, після ліквідації Лебединського району, село увійшло до Сумського району.